# Bralette

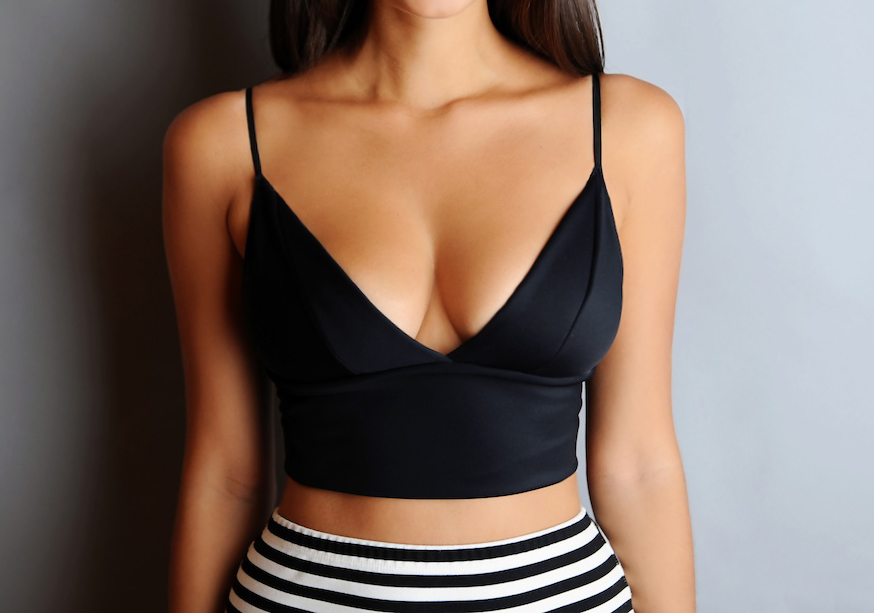
Một chiếc bralette satin màu đen

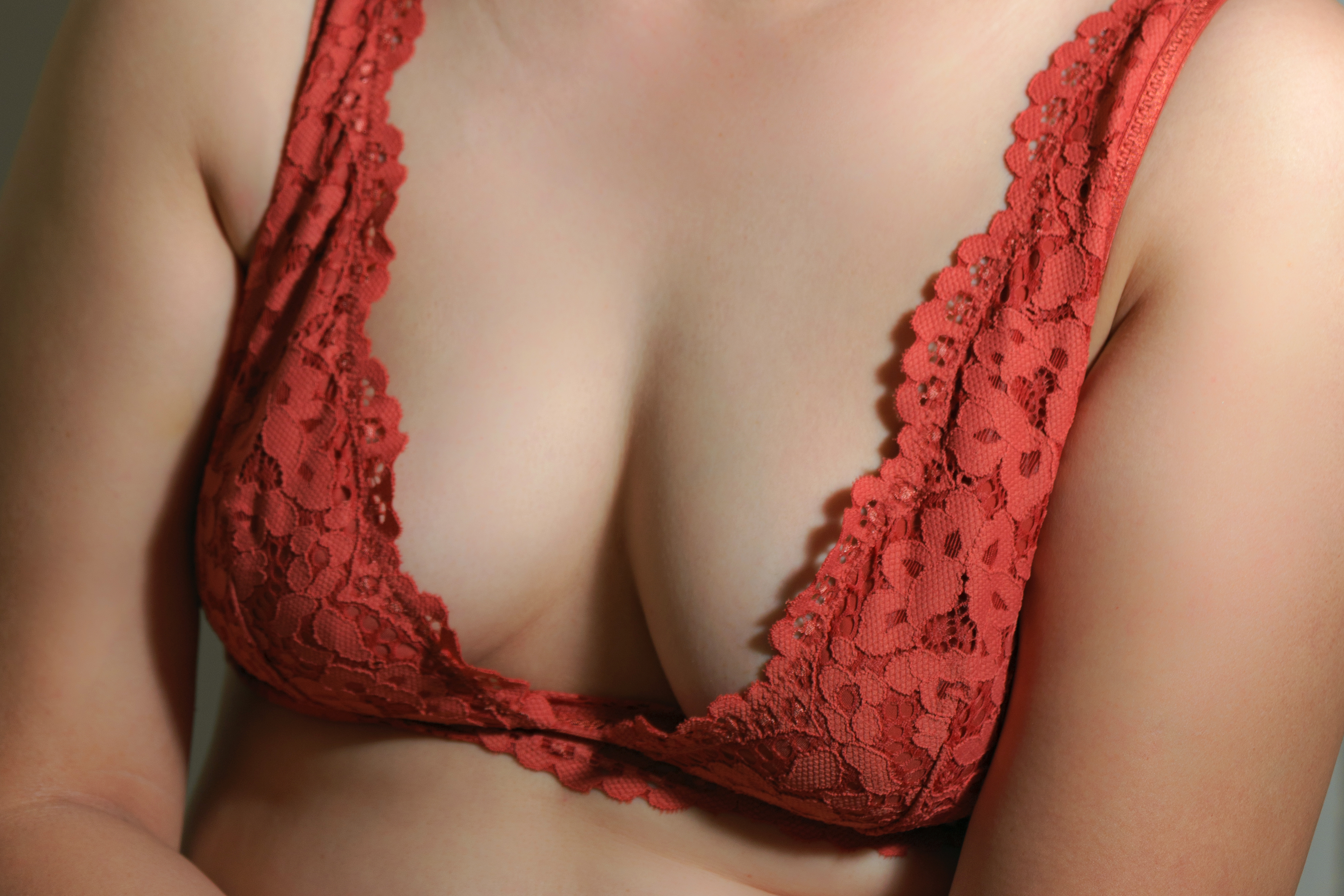
Một chiếc bralette bởi Victoria’s Secret

Bralette là một loại bra không có gọng, được thiết kế chủ yếu với mục đích thoải mái. Bralette cũng thỉnh thoảng được mặc như áo ngoài, và cũng được thiết kế làm áo trong cho các thiếu nữ đang phát triển ngực. Kích cỡ của bralette cũng có phần khác biệt so với một chiếc áo ngực thông thường: Thay vì kích thước chu vi thân mình và kích thước bầu vú, các cỡ size quần áo thông thường được sử dụng làm thước đo (S-XL hoặc có thể lớn hơn).

## Mức độ phổ thông đại chúng
Vào khoảng thập niên 2010 và đầu thập niên 2020, bralette và các loại áo ngực mềm mại bắt đầu trở nên nổi tiếng, với sự từ bỏ các loại bra có gọng và miếng mút. Một số thương hiệu như Victoria's Secret đã thất bại trong việc theo đuổi xu thế này và điều chỉnh; kết quả là doanh thu của họ sụt giảm nghiêm trọng. Năm 2017, doanh số bán ra của các loại áo ngực nâng sụt giảm tới 45% trong khi tại Marks & Spencer, doanh số của các loại áo ngực không gọng tăng lên tới 40%. Một số đã cho rằng mức độ phổ biến thượng tôn của bralette là do chuyển dịch tiêu điểm sang "cơ thể khỏe mạnh, thể thao và tự tại", hơn là "vì ánh mắt của đàn ông".
Bralette cũng trở nên nổi tiếng trong thời kỳ dịch COVID-19 bởi sự chú trọng vào yếu tố thoải mái trong khi làm việc tại gia.
Kathryn Newton từng mặc một chiếc bralette hai mảnh midriff baring mang phong cách nữ sinh với một chiếc váy ngắn cạp thấp, để lộ rốn tại San Diego Comic-Con năm 2022.